# Oda (Vorname)
Oda ist ein weiblicher Vorname.

## Herkunft und Bedeutung
Oda stammt aus dem Althochdeutschen („ot“: „Besitz“) und bedeutet „Besitzerin“, „Erbin“, „die Erb-Besitz hat“, „die Erb-Besitz schützt“.

## Varianten
Die Verkleinerungsform ist Odette, Varianten sind Odina, Odine, Odila, Odilberta, Odilgard, Odalinde.
Die gegenwärtig gebräuchlichste Form von Oda ist Ute.
Die männliche Form „Odo“ findet sich im Vornamen Otto wieder.

## Namensträgerinnen

### Mittelalter
- Oda von Amay (* um 560; † vor 634), katholische Heilige
- Oda von Brabant († um 726), Einsiedlerin und katholische Heilige
- Oda (Sachsen) (* 805/806; † 17. Mai 913?), seit etwa 825/835 Gemahlin des sächsischen Grafen Liudolf, dem Stammvater der Liudolfinger (Ottonen)
- Oda (Ostfrankenreich) (auch Ota, Uta) (* um 873; † nach 30. November 903), Gemahlin des Kärntner Herzogs, ostfränkischen Königs und römisch-deutschen Kaisers Arnulf von Kärnten
- Oda (Lothringen) (* 875/880; 2. Juli nach 952), Tochter des sächsischen Herzogs Otto der Erlauchte, Gemahlin des lotharingischen Königs Zwentibold, Gemahlin des lotharingischen Grafen Gerhard
- Oda (Billunger) (auch Oda von Sachsen, Ode) († 15. März wohl nach 973), Gemahlin des sächsischen Markgrafen Hermann Billung
- Oda von Haldensleben (* vor 962, † 1023), Ehefrau des ersten polnischen Piastenherzogs Mieszko I.
- Oda von Meißen († am 31. Oktober oder 13. November nach 1018) Ehefrau des Piastenherzogs Bolesław I. (Polen)
- Oda (Kaufungen) († 18. September 1035), erste Äbtissin des Klosters Kaufungen
- Oda von Werl (* um 1050; † 13. Januar 1110), Ehefrau von Lothar Udo II., Graf von Stade und Markgraf der Nordmark
- Oda von Stade (* vor 1055; † nach 1076), Tochter Idas von Elsdorf, Ehefrau Swjatoslaw II., Mutter Wartislaw I. (Annales Stadenses, Babenberger)
- Oda von Meinersen (* vor 1228; † vermutlich um 1260), Äbtissin der vereinigten Stifte von Gernrode und Frose

### Neuzeit
- Oda Buchenau (1900–1988), deutsche Schriftstellerin und Pressendruckerin
- Oda Hardt-Rösler (1880–1965), deutsche Malerin
- Oda-Gerlind Gawlik (* 1948), deutsche Politikerin (SPD)
- Oda-Gebbine Holze-Stäblein (* 1942), deutsche Theologin
- Oda Jaune (* 1979), bulgarische Malerin (Pseudonym für Michaela Immendorff, geb. Danowska)
- Oda Krohg, geb. Lasson (1860–1935), norwegische Landschafts- und Porträtmalerin
- Oda Mielenhausen (1938–2010), deutsche Tischtennisspielerin
- Oda Olberg (1872–1955), in Deutschland geborene Journalistin, die sich für Frauenemanzipation einsetzte
- Oda Pretzschner (* 1971), deutsche Schauspielerin
- Oda Schaefer, geb. Kraus (1900–1988), deutsche Schriftstellerin und Journalistin (Pseudonym für Oda Lange)
- Oda Scheibelhuber (* 1951), deutsche Politikerin (CDU)
- Oda Schottmüller (1905–1943), deutsche Tänzerin und Widerstandskämpferin
- Oda Thormeyer (* 1964), deutsche Schauspielerin
- Oda Tiemann (* 1993), deutsche Sängerin und Teil des Gesangsduos Tuó
- Oda Wischmeyer (* 1944), deutsche evangelische Theologin

- Odine Johne (* 1987), deutsche Schauspielerin
- Odaline de la Martinez (* 1949), kubanisch-US-amerikanische Komponistin und Dirigentin